# Llano del Carmen, Cochoapa el Grande
Llano del Carmen är en ort i Mexiko.   Den ligger i kommunen Cochoapa el Grande och delstaten Guerrero, i den sydöstra delen av landet, 270 km söder om huvudstaden Mexico City. Llano del Carmen ligger 2 248 meter över havet och antalet invånare är 180.
Terrängen runt Llano del Carmen är bergig söderut, men norrut är den kuperad. Llano del Carmen ligger uppe på en höjd. Runt Llano del Carmen är det ganska glesbefolkat, med 43 invånare per kvadratkilometer. Närmaste större samhälle är Yuvinani, 8,4 km norr om Llano del Carmen. I omgivningarna runt Llano del Carmen växer huvudsakligen savannskog.